# جون غوستاف ساندبرغ
جون غوستاف ساندبرغ (بالسويدية: Johan Gustaf Sandberg)‏ هو رسام سويدي، ولد في 13 مايو 1782 في ستوكهولم في السويد، وتوفي في 26 يونيو 1854 في Klara Church Parish ‏ في السويد بسبب سكتة.